# Lambdaistanbul
Lambdaistanbul, también Lambda Istanbul y LambdaIstanbul LGBTT Solidarity Association, es una asociación LGBT de Estambul, Turquía, miembro de pleno derecho de la ILGA, la federación internacional LGBT. La asociación está organizada por voluntarios y no existe un registro de miembros ni una estructura jerárquica.

## Actividades
Lamdaistanbul se ha convertido desde su creación en uno de los pocos puntos de encuentro abiertos que tiene la comunidad LGBT en Estambul. Se realizan encuentros semanales, visión de películas y el primer miércoles de cada mes, organiza la fiesta «Lambda Istanbul Gay & Lesbian Party» en la discoteca Twenty, una de las más conocidas de Turquía. Desde 1998, la organización realiza encuentros anuales LGBT de carácter nacional, en colaboración con KAOS GL (grupo gay de Ankara), Sappho'nun Kizlari (grupo lésbico) y Türk Gay (grupo gay turco de Alemania). A finales de junio, cada año, se realizan actividades en conmemoración de los disturbios de Stonewall: discusiones, presentaciones, pase de películas, conciertos, cenas, etc. Desde julio de 2004 existe un teléfono de ayuda para homosexuales que opera dos horas al día.
La asociación también realiza trabajos de cabildeo frente a las fuerzas políticas y junto con KAOS GL realizaron una petición de modificación de varios artículos en el nuevo código penal turco.
Lambdaistanbul ha contribuido a la publicación de las revistas 100'de 100 Gay ve Lezbiyen ('100% gay y lesbiana'), Cins y KAOS GL. En colaboración con una ONG de lucha contra el sida, la AIDS Prevention Society, publicaron el libro Todo lo que no quere saber sobre el sida, financiado por la Organización Mundial de la Salud. Fue la primera guía dedicada exclusivamente al público LGBT en Turquía. La biblioteca fue creada en 2003 y posee unos 1000 títulos, mayoritariamente en turco. Durante un año también realizaron un programa de radio de una hora que se emitía en Acik Radio.
En 2005 publicaron la primera encuesta entre la comunidad LGBT de Estambul, la primera realizada en Turquía sobre el tema. También desde 2005 entregan el premio «Tomate Modificado Genéticamente» a aquellos que han destacado por su homofobia durante el año.

## Historia
Fundada en 1993, tras la prohibición por las autoridades municipales de la celebración del orgullo gay de julio de 1993 en Estambul. Inicialmente la asociación se llamó Gökkuşağı ('arco iris'), para pasar posteriormente a llamarse Lambdaistanbul.
En Turquía la homosexualidad, a pesar de no estar protegida por la legislación, tampoco es ilegal. De todos modos, la normativa policial para la protección de la «moral pública» se emplea a menudo para prohibir actos y manifestaciones LGBT, como fue el caso con las actividades planeadas para 1995 y 1996, prohibidas por el gobernador de Estambul. La policía recomendó a la asociación dejar de realizar actividades porque la sociedad turca todavía no estaría preparada la visibilidad de la homosexualidad.
En 1996, la asociación abrió su propia caseta en la conferencia «Hábitat II» organizada por la ONU y dio a conocer por primera vez su nombre en toda Turquía. La conferencia sirvió para denunciar la discriminación y el acoso de la policía hacia los travestís y los transexuales en la calle Ülker. El trabajo de visibilización continuó en 2002 con el encuentro nacional de homosexuales turcos «¿Qué quieren los homosexuales?», en el que presentaron sus demandas en una conferencia de prensa. En 2003 organizaron el simposium «Discriminación y violencia contra los homosexuales» y en 2004 «Comprender las identidades sexuales y las orientaciones», que duró dos días, ambas con la ayuda de la Universidad de Bilgi.
En mayo de 2002 abrieron su primera sede permanente. En 2003, organizaron la primera marcha del orgullo gay de Estambul en la que participaron 50 personas, actividad que se ha repetido anualmente desde entonces; en 2007 participaron unas 1500 personas.
La asociación fue registrada en 2006.

### Ilegalización
El 19 de julio de 2007, el gobierno local de Estambul denunció la asociación porque su nombre y sus objetivos iban contra los valores morales y la estructura familiar turca. Varios gobernadores locales habían intentado parar la formación de asociaciones LGBT, pero los fiscales se habían negado a actuar. El gobierno de Estambul fue el primero que recurrió directamente a una corte superior. El 29 de mayo de 2008, la corte decidió ilegalizar la asociación «por considerar que incumplía las leyes de la "moralidad pública"». Varias instituciones como Consejo de Europa o Human Rights Watch y personalidades como Volker Beck o Philip Clayeis han mostrado su preocupación por el hecho. Lambdaistanbul recurrió la sentencia y tras pasar por varias instancias, a finales de noviembre de 2008, el Tribunal Supremo de Turquía ha anulado la decisión del tribunal inferior.
El 7 de abril de 2008 un grupo de policías no uniformados entraron en el local de la asociación, registrando el local durante dos horas, pidiendo el carné de identidad de todos aquellos que entraban en el local y se llevaron algunos documentos sobre la organización y la financiación. Al días siguiente se realizó una denuncia contra Lambdaistanbul por participación en actividades de prostitución ilegal y proxenetismo, es la segunda denuncia recibida por la asociación. El fiscal afirmó que las frecuentes visitas de personas transgénero era base suficiente para la orden de registro. Curiosamente, ese mismo día la asociación Labrys de Kirguistán sufrió un registro similar bajo el mismo pretexto de prostitución.